# Ку, Мозес-Эфраим
Мозес Эфраим Ку (нем. Moses Ephraim Kuh; 1731, Бреслау — 3 апреля 1790, там же) — немецкий поэт и переводчик еврейского происхождения.
Получил традиционное еврейское образование, но в 1763 году перебрался в Берлин, где сблизился с Мозесом Мендельсоном и Лессингом. Рамлер привлёк его к работе над переводом эпиграмм Марциала. Некоторые из небольших его стихотворений не лишены таланта. Избранное собрание его эпиграмм, од, басен и песен издано в Цюрихе (1792) и Дрездене (1872).
Ку, написавший более 5000 стихов, считается первым еврейским поэтом, писавшим на немецком языке.
Бертольд Ауэрбах изобразил Ку в своём романе «Поэт и купец».